# Posterla (Fosdinovo)
Posterla è una frazione del Comune di Fosdinovo, nella provincia di Massa-Carrara.

## Geografia fisica
Si trova all'estremo nord-est del Comune, poco a nord di Marciaso, a sinistra del torrente Costia, affluente del Bardine, che a sua volta affluisce nell'Aulella, a 413 metri sul livello del mare.
Il toponimo deriva dal latino "posterula", da cui postierla o posterla, ossia la porta secondaria e d'emergenza costruita nella fortificazioni per permettere una via di fuga attraverso i campi.

## Storia
È citato per la prima volta nel Codice Pelavicino nel 1078 come Pusterla (termine che ancora adesso la designa nel dialetto locale).  
Posterla entrò fin da subito a far parte del neonato Marchesato di Fosdinovo (1355), che nel 1359, alla morte di Gabriele Malaspina, venne spartito tra i fratelli di questi, Guglielmo e Galeotto Malaspina. In particolare, Posterla spettò al primo marchese di Fosdinovo Galeotto I Malaspina. Nel 1393, quando ci fu una nuova suddivisione del marchesato, Posterla rimase unita a Fosdinovo, spettando dunque a Spinetta II Malaspina, insieme ai centri di Giucano, Tendola, Marciaso, Colla, villa di Bardine inferiore, San Terenzo, Pompilio, Cecina, Castelnuovo, Vallecchia, Gorasco e altri villaggi minori. Da quel momento in poi, Posterla rimase sempre all'interno del Marchesato di Fosdinovo, fino al suo tramonto avvenuto nel 1797.
Prima dell'annessione al Marchesato era unita amministrativamente a Marciaso, di cui aveva seguito le vicende, e, successivamente all'assoggettamento di questa da parte dei marchesi Malaspina di Fosdinovo, seguì quelle del marchesato di Fosdinovo, sotto cui ottenne, dal punto di vista amministrativo, una divisione da Marciaso e la concessione di un proprio console. Nel XVI secolo, seppur non dotata di mura, era un centro abbastanza in crescita, tanto che nel 1565 Ippolito Malaspina (fratello del Marchese Andrea Malaspina) la definì "villa grossa non murata" e le fu pertanto costruita la chiesa di San Bartolomeo (1584, durante il Marchesato di Andrea Malaspina), evento che portò alla divisione da Marciaso anche dal punto di vista parrocchiale.
Sempre nel XVI secolo, Giovanni dell'Olmo da Posterla fu nella commissione incaricata di aggiornare gli statuti fosdinovesi.
Nel XVIII secolo si venne anche a creare un seminario vescovile.
Con l'ascesa di Napoleone in Italia e la nascita della Repubblica Cisalpina, venne creata la Municipalità di Fosdinovo, a cui facevano capo ben ventuno comunità caratterizzate da un territorio prevalentemente montuoso. In riferimento alla composizione dei consiglieri suddivisi per comunità, Posterla poteva fregiarsi di 3 consiglieri sul totale di 132 complessivi.
Con l'art. 3 della costituzione approvata il 26 gennaio 1802 nei comizi nazionali di Lione, che diedero vita alla Repubblica Italiana, furono installate dal viceprefetto della Alpi Apuane nel marzo del 1803 nuove municipalità. In particolare, Posterla rimase unita a Fosdinovo, entrando nella Comune di seconda classe di Fosdinovo comprensiva anche di Carignano, Cortila, Giucano, Gragnola, Pian di Molino, Pieve di Viano, Ponzanello, Marciaso, Pulica e Tendola. Tra i 7 cittadini eletti dal Consiglio della Comune di Fosdinovo fu eletto posterlese Angelo Marchetti.
Un'ulteriore riorganizzazione amministrativa attuata nel 1804 determinò che in Lunigiana le Comuni fossero solo di terza classe, ossia con meno di 3.000 abitanti. Dallo smembramento della Municipalità di Fosdinovo si originò nel tempo anche la Comune di Posterla, Pulica e Marciaso, che esistette fino al 1811, anno in cui si costituì l'Impero francese.
Nel 1833 Posterla era un centro che contava 340 abitanti

## Monumenti e luoghi d'interesse

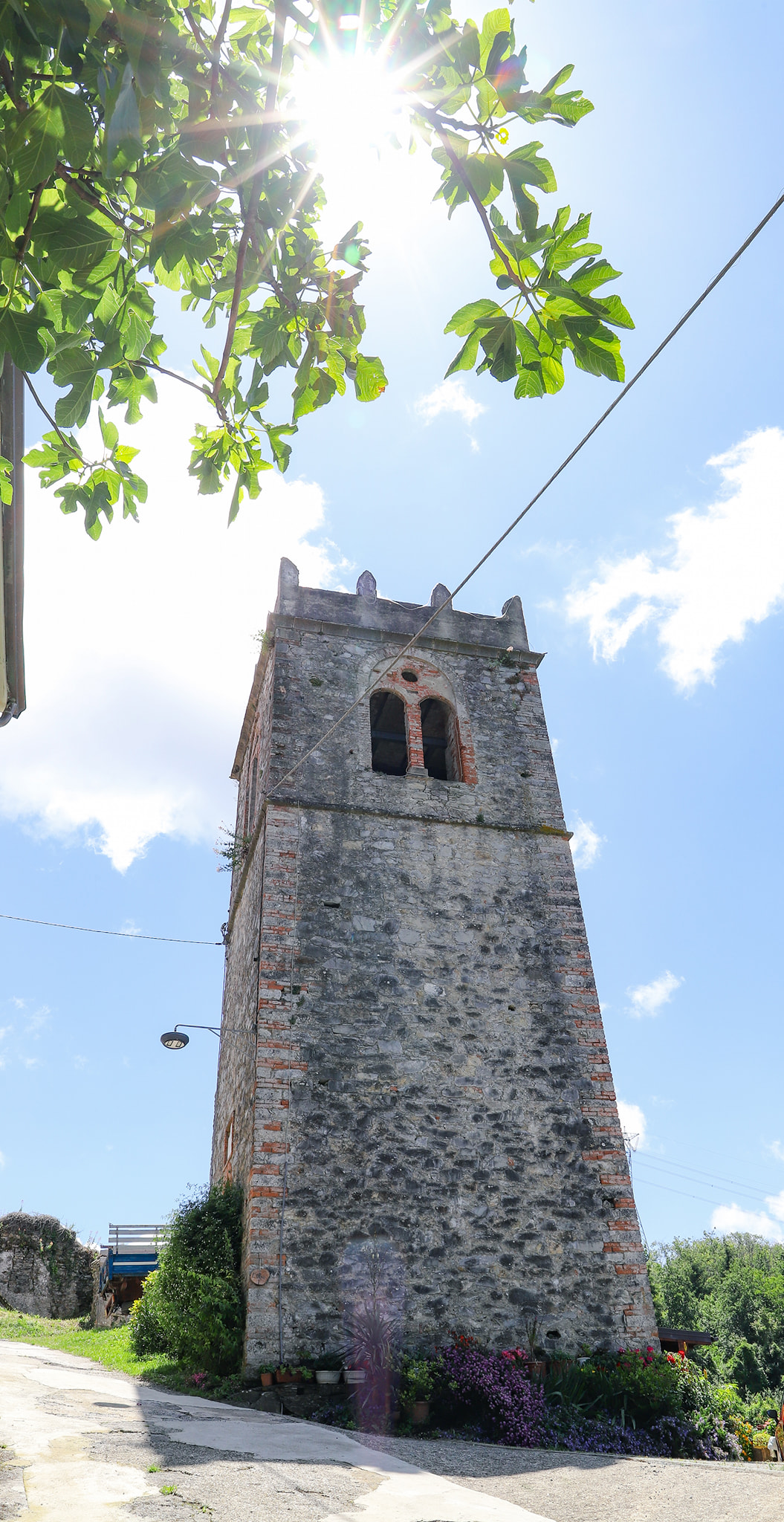
Torre Campanaria di Posterla

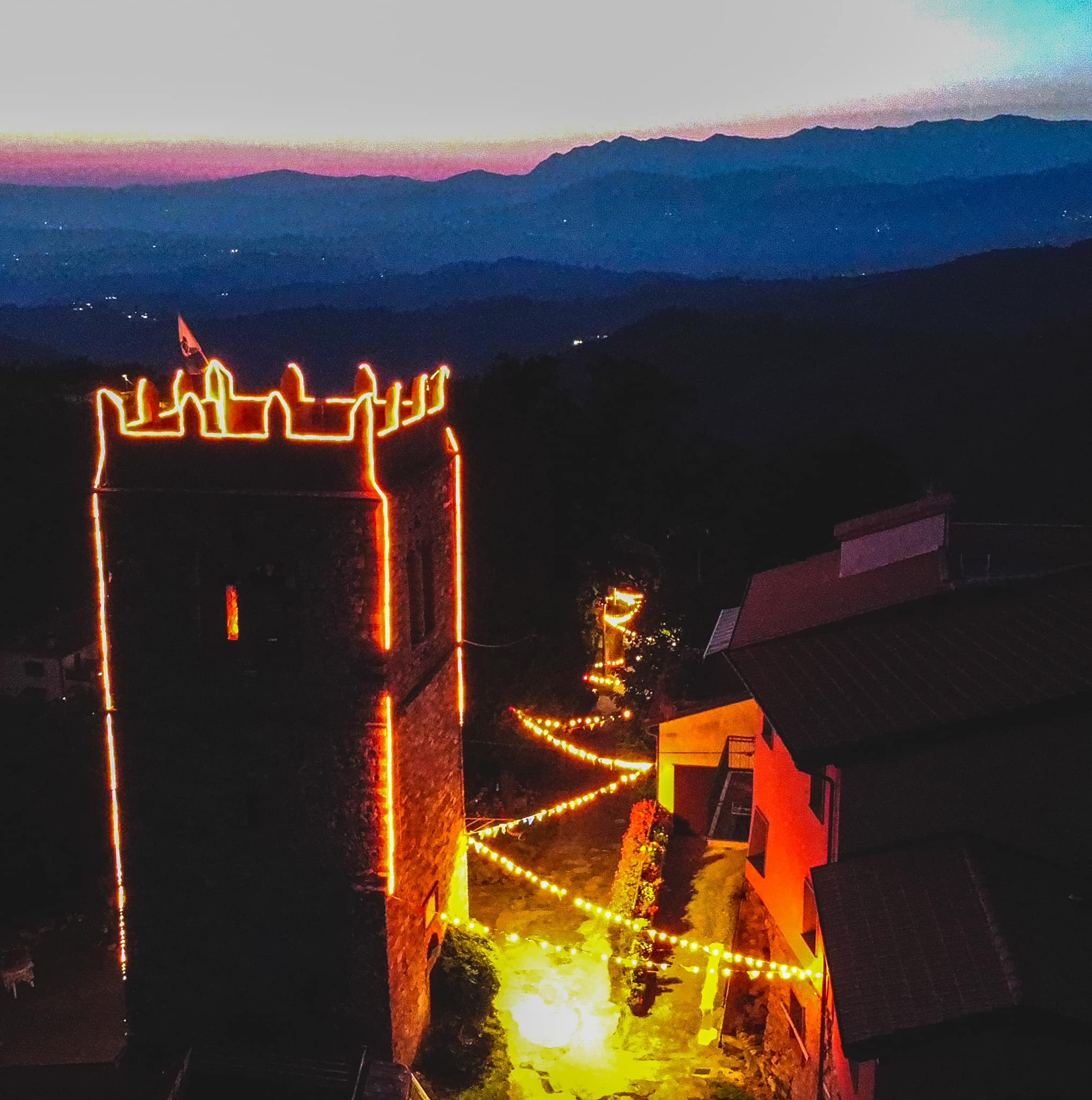
Torre campanaria illuminata

- Chiesa di San Bartolomeo Apostolo (1584). La chiesa presenta pregevoli tele del XVII secolo e una statua in legno di una Vergine vestita con abiti del '700.
- Posterla è stato l'ultimo paese del comune di Fosdinovo ad ospitare al suo interno ancora un canniccio ("caniccio" in dialetto fosdinovese), funzionante per l'essiccazione delle castagne, un tempo il vero "pane" della zona. Fino a non molti decenni fa, l'intero comune e soprattutto l'entroterra ne era colmo.
- La Quercia secolare posta nel centro storico, segnalata come uno degli alberi monumentali della Toscana.
- La Torre campanaria che si erge nella parte alta del paese.
- I portali scolpiti e le "Maestà" (piccole immagini sacre in marmo) lungo le vie del borgo.
- La vista sulle Alpi Apuane e sulla Lunigiana.
- La rete sentieristica.

## Società

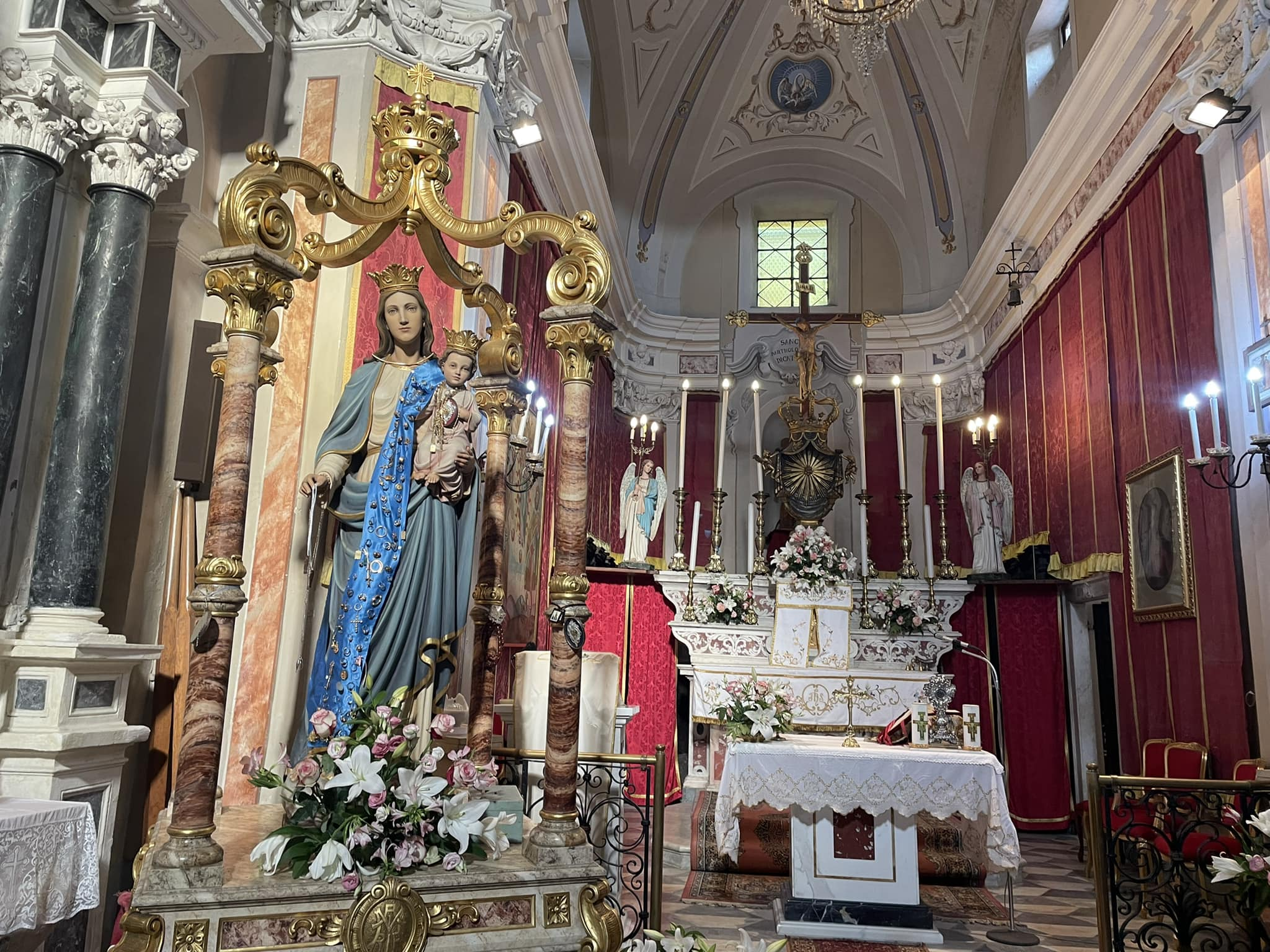
Statua della Madonna del Carmelo

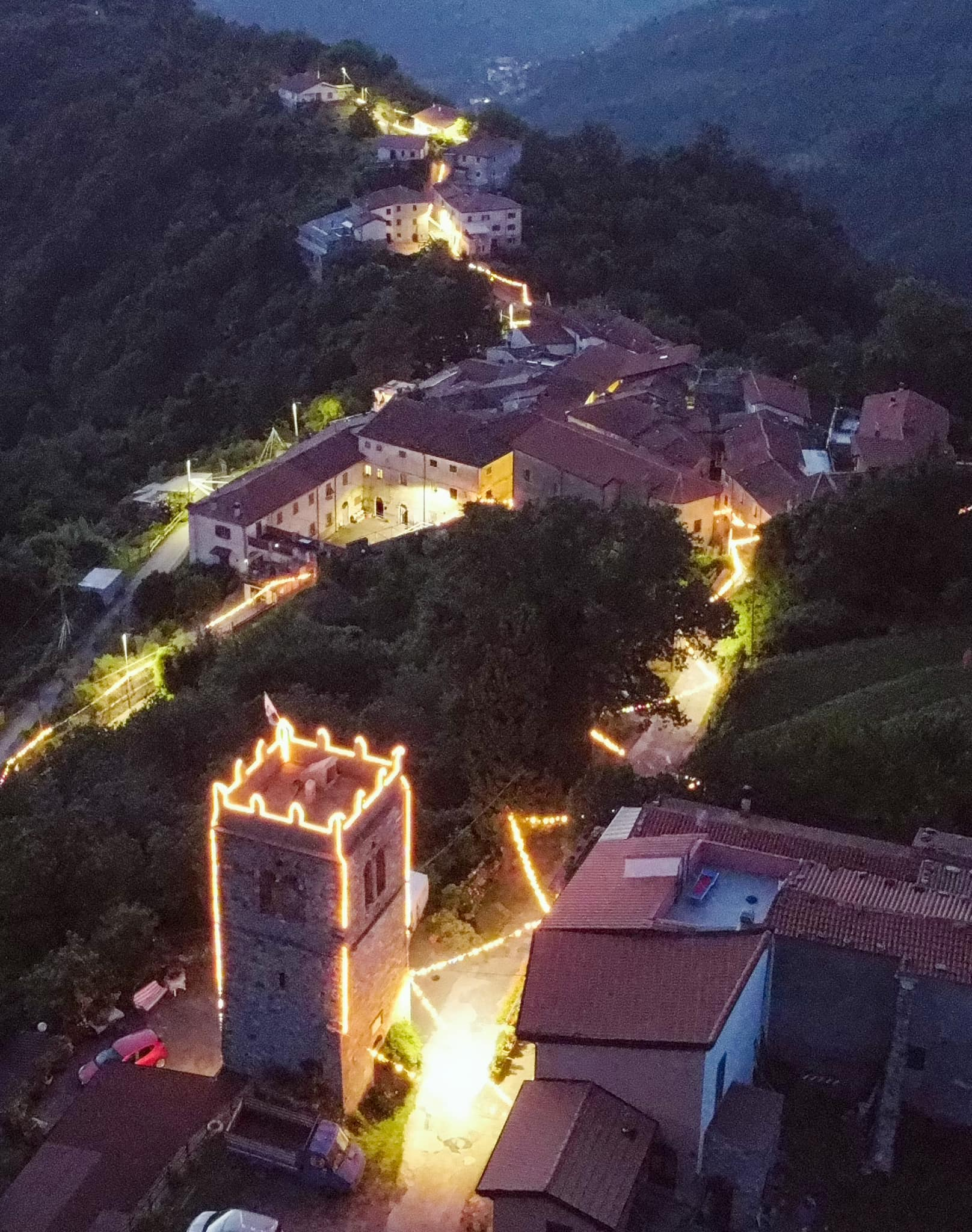
Veduta in notturna del borgo di Posterla illuminato

### Religione
Posterla è stata una delle 14 Rettorie del Vicariato Foraneo di Fosdinovo della Diocesi di Luni fin dal XVI secolo.
Posterla è sede della Parrocchia di San Bartolomeo Apostolo della Diocesi di Massa Carrara-Pontremoli. Dal settembre 2015, fa parte dell'Unità Pastorale di Fosdinovo, all'interno, dal marzo 2017, del Vicariato di Carrara (prima si trovava in quello di Aulla). I parrocchiani sono 36. 
La festa patronale di San Bartolomeo Apostolo si festeggia con solennità il 24 agosto. Tuttavia la festa religiosa più importante risulta essere la solennità in onore della Madonna del Carmine che si celebra da calendario il 16 luglio (oppure la domenica successiva al 16 luglio quando questo risulta feriale). La celebrazione culmina con la processione per le vie del paese, che richiama ancora una notevole partecipazione popolare e a cui partecipano numerose confraternite del territorio.

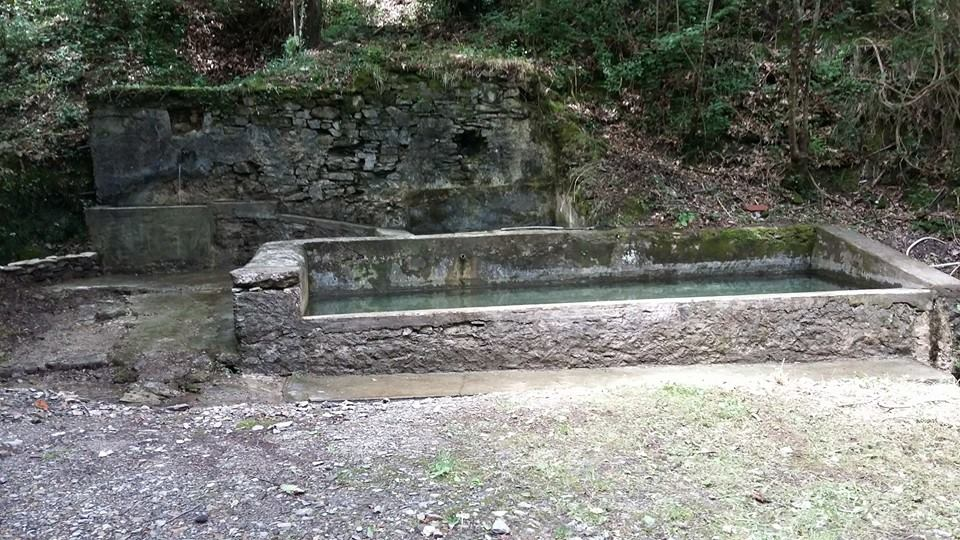
Antico lavatoio di Posterla

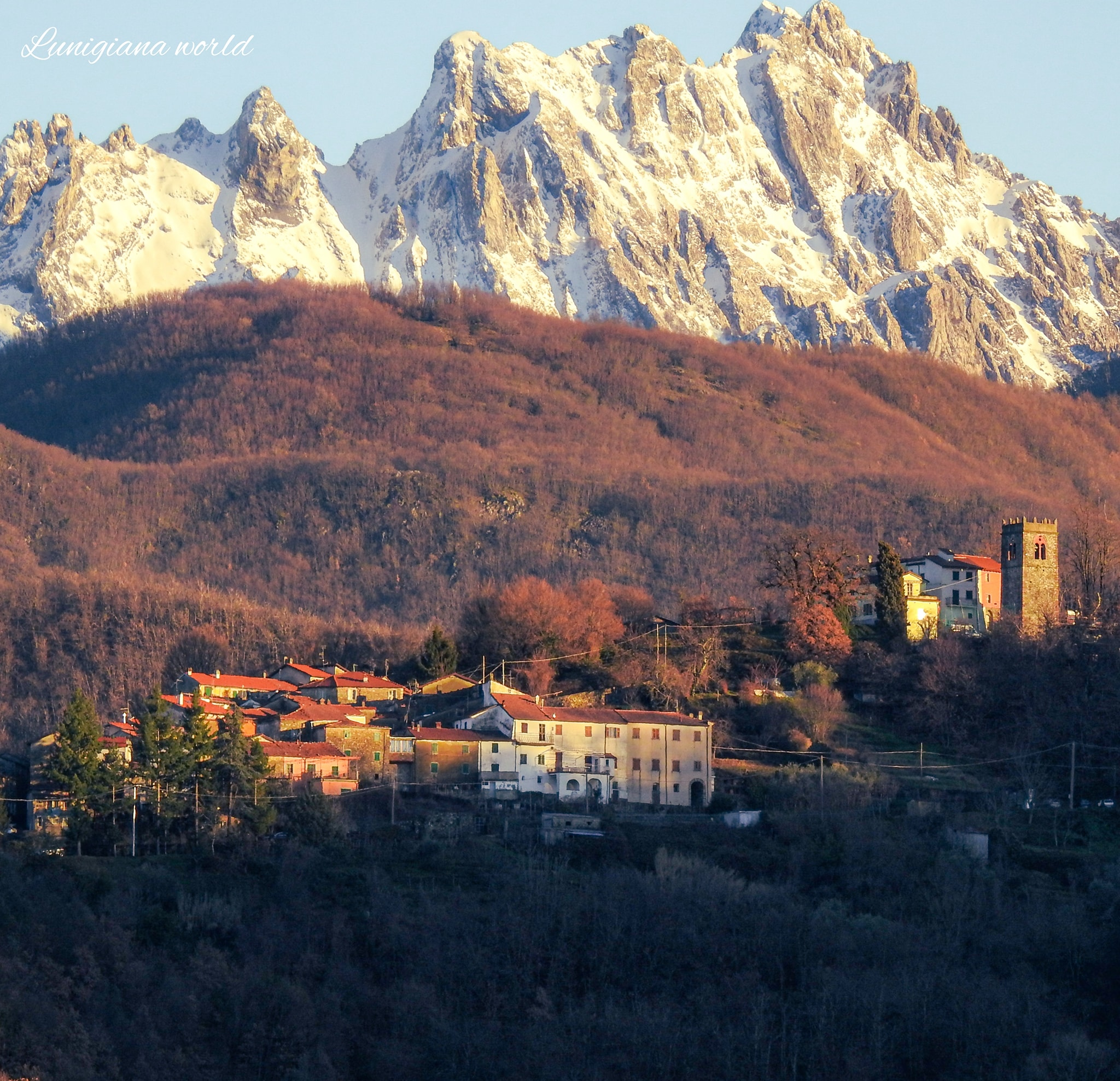
Montagne alle spalle di Posterla

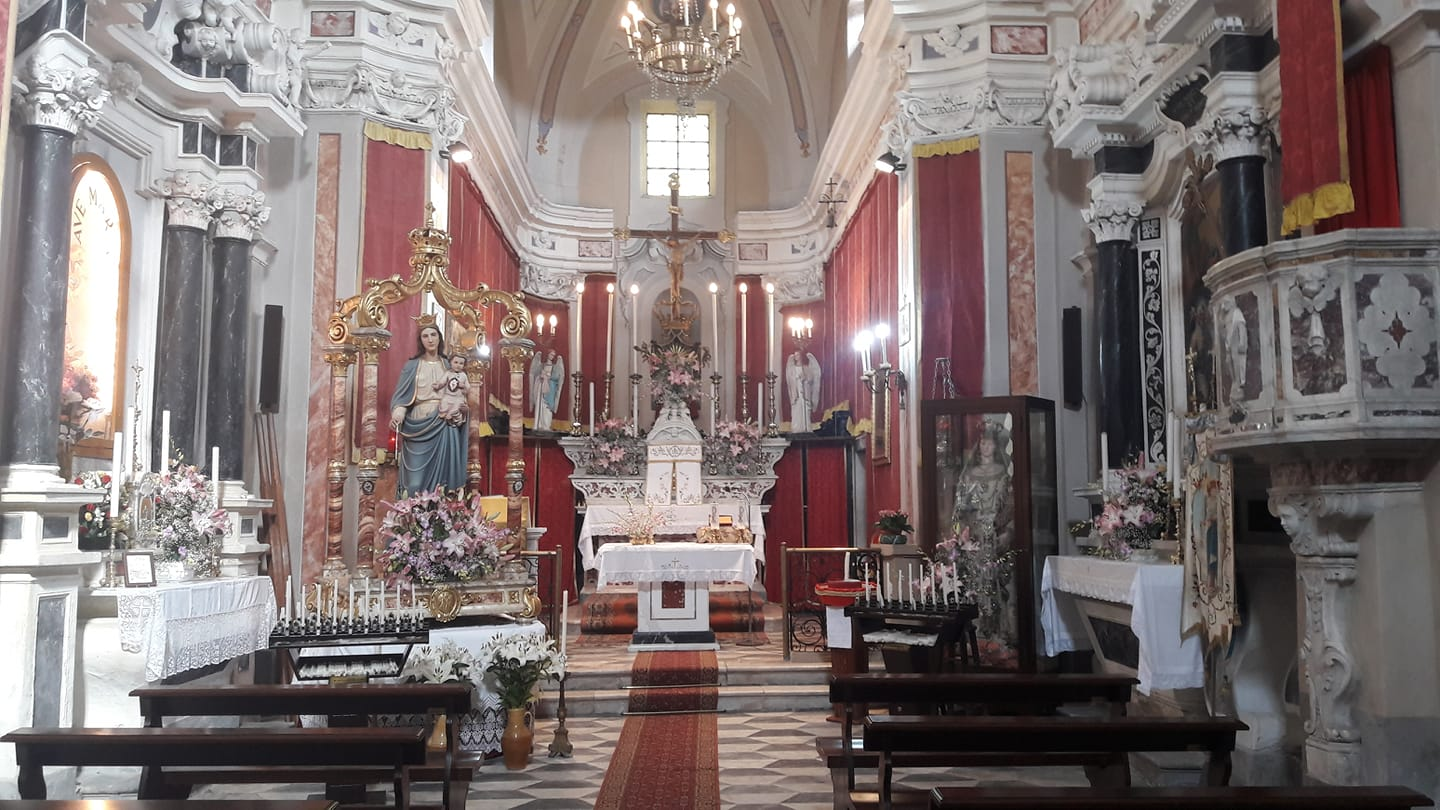
Interno chiesa di Posterla

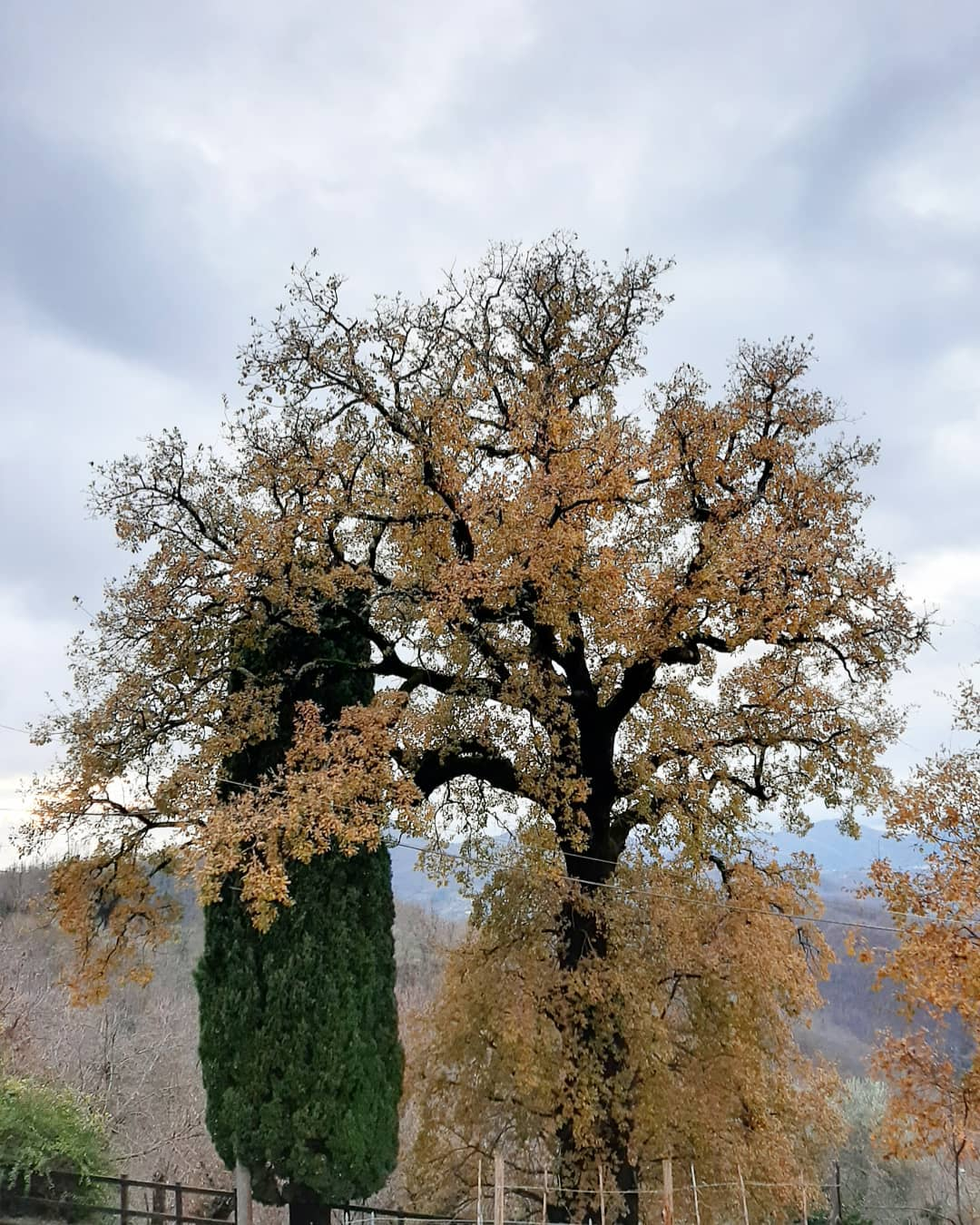
Quercia secolare dell'Olmo